# Chiesa di Santa Maria a Poneta
La chiesa di Santa Maria si trova nei pressi dell'abitato di Ponéta, nel comune di Barberino Val d'Elsa, in provincia di Firenze, diocesi della medesima città.

## Storia
La chiesa originaria, probabilmente, venne costruita tra la fine del X secolo e l'inizio dell'XI ma la prima testimonianza documentale si trova nell'archivio della badia di Coneo quando risulta che un 31 marzo di un anno non specificato del XII secolo, prete Pietro rettore della chiesa di Poneta vi morì. Nel 1260 il suo rettore Goto Graziani si impegnò a versare 12 staia di grano per il mantenimento dell'esercito fiorentino impegnato nell'assedio di Montalcino. In seguito appare nell'elenco delle decime pontificie del 1276 quando vien chiamata Ecclesia S.(ancte) Marie de Pineta e risulta tassata per 3 lire e 2 soldi annui, una cifra che dimostra una situazione economica difficile. Nel 1286 il suo rettore prete Mazzo risulta assente al sinodo fiorentino. In seguito viene citata nel 1338 quando il suo rettore, Lorenzo di Arrigo, viene nominato titolare della chiesa di Sant'Andrea a Vico d'Elsa. Alla data 3 ottobre 1352 risulta che la parrocchia faceva parte del comune di Linari.
A causa dell'esiguo numero dei suoi parrocchiani nel 1488 risulta che fosse priva di sacerdote tanto che nel 1584 venne temporaneamente unita alla vicina chiesa di San Martino a Pàstine. Nello stesso secolo fu posta sotto il patronato della famiglia dei Nobili, il cui stemma si trova ancora in facciata. Da una relazione stilata il 22 novembre 1746 la chiesa si presenta ridotta in buona forma con le mura in parte nuovamente erette, i due nuovi altari di stucco e il nuovo impiantito.
Il problema di questa parrocchia era però la scarsa popolazione ivi residente tanto che nel 1833 risultano presenti 79 abitanti. La parrocchia è stata soppressa nel 1986 e unita a quella di Sant'Andrea a Vico d'Elsa. La chiesa e il complesso ad essa contiguo sono stati completamente restaurati nel 1995.

## Descrizione
La chiesa è situata poco fuori dal borgo di Ponéta lungo uno dei diverticoli della via Volterrana che conduceva alla sottostante via Francigena di fondovalle. Inserita in un piccolo agglomerato, oggi trasformato in agriturismo , si trova questo edificio.
L'edificio nel corso dei secoli ha subito numerosi interventi di consolidamento e restauro tra cui quello effettuato nel primo quarto del XX secolo che ha riportato la struttura all'originario stile romanico. Nel corso di questo restauro è stata rimesso in luce il paramento murario della facciata. Il paramento presenta una composizione molto regolare a filaretti di arenaria di dimensioni diseguali tra loro, molto simile a quelli della chiesa di Pàstine, e tale paramento continua anche nella fiancata settentrionale. L'archivolto del portale è originale, non così l'archivolto della lunetta e gli stipiti del portale entrambi frutto del restauro. Al di sopra del portale si trova una finestra rettangolare realizzata in epoca barocca e a sua volta sormontata dallo stemma in ceramica della famiglia Nobili realizzato nel XVI secolo.
Massimi oggetti di interesse sono le due sculture figurate murate ai lati della lunetta del portale. Raffigurano rispettivamente: quella di sinistra, un animale, forse una fiera mentre quella di destra un animale simile all'altro ma raffigurato nell'atto di divorare un uomo a terra. Sono due sculture di stile altomedievale e datate tra il X e l'XI secolo; per la loro provenienza è stato ipotizzato che facessero parte di un complesso scultoreo proveniente dalla pieve di Sant'Appiano.